# リシャール・ドゥトルエル
リシャール・フィリップ・ドゥトルエル（Richard Philippe Dutruel、1972年12月24日 - ）は、フランストノン・レ・バン出身の元同国代表サッカー選手。現役時代のポジションはGK。

## クラブ経歴
パリ・サンジェルマンFCでプロデビューを果たすものの、ジョエル・バツとベルナール・ラマという2人のフランス代表の前に出番には恵まれなかった。
1996年にスペインのセルタ・デ・ビーゴへ移籍。ビクトル・フェルナンデスの攻撃的なサッカーの下、リーグ戦上位に食い込んでいたセルタでレギュラーに定着し、これが転機となって才能が一気に開花。2000年には世界的ビッグクラブであるFCバルセロナへの移籍を果たした。
しかし、バルセロナではロベルト・ボナーノの控えに甘んじ、2002年にデポルティーボ・アラベスへ移籍。2003年にRCストラスブールにて母国に復帰するも、持病の腰痛を2004年に発症。復帰を目指し長期療養していたが、2005年限りで引退した。
現役引退後の2010年5月から、エヴィアン・トノン・ガイヤールFCの副会長を務め、2010-11シーズンにはリーグ・ドゥ優勝を経験した。

## 代表経歴
2000年10月4日、カメルーン代表との親善試合にて、途中交代でフランス代表デビューを果たした。

## 選手経歴
- パリ・サンジェルマン 1991-1996

→ カーン　1993-1995（レンタル移籍）
- セルタ 1996-2000
- バルセロナ 2000-2002
- アラベス 2002-2003
- ストラスブール 2003-2005